# G軌域

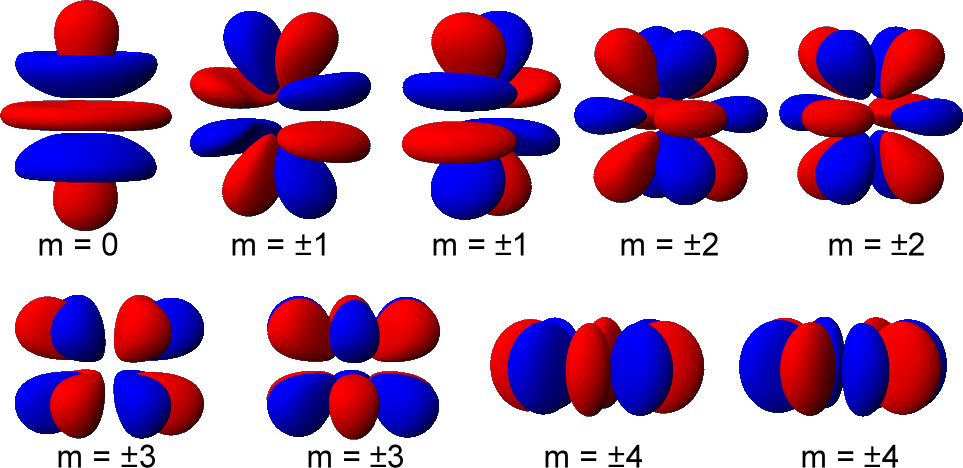
5g軌域的立體模型

在化學與原子物理學中，g軌域（英語：g orbital）是一種原子軌域，其角量子數為4，其磁量子數可以為0、±1、±2、±3、±4，且每個殼層裡中有9個g軌域，gz4、gxz3、gyz3、gxyz2、gz2(x2-y2)、gx3z、gy3z、gx4+y4、gxy(x2-y2)，有三種形狀，且方向不同，每個可以容納2個電子，因此，g軌域共可以容納18個電子。
由於目前尚未發現第八週期元素，因此在已知的元素中，g軌域只存在於激發態的原子中。

## 命名
g軌域的 g 是來自f軌域的f的下一個字母g。

## 結構
g軌域從主量子數n=5時開始出現，由於主量子數不能小於5，因此最小的g軌域是5g軌域，且不存在1g、2g、3g和4g軌域。當角量子數=5時，對應於9個磁量子數：4、3、2、1、0、-1、-2、-3、-4。每個殼層皆有9個g軌域，分別為gz4、gxz3、gyz3、gxyz2、gz2(x2-y2)、gx3z、gy3z、gx4+y4、gxy(x2-y2)，有三種形狀，其中磁量子數m = ±1或±4時（gxz3、gyz3、gx4+y4、gxy(x2-y2)）形狀相同但方向不同為八片豆子形；磁量子數m = ±2或±3時（gxyz2、gz2(x2-y2)、gx3z、gy3z）形狀相同但方向不同為為十二葉啞鈴形；而磁量子數m = 0時（gz4）的形狀較特別，類似於dz2軌域，但中間的環的上下多了一個類似碗的形狀，其開口朝向上下的啞鈴形。

## g區元素
g區元素是指元素週期表中新增加的電子是填在g軌域上的元素。這一區的所有元素目前均尚未被發現。預測週期表中從第8週期開始的每個週期都各將有18個g區元素。

## g之後的軌域
g之後的軌域目前尚未觀測到，但根據計算結果是有可能存在的。其命名則依字母順序命名，除了不與s軌域和p軌域的s、p重複之外，另外還跳過j這個字母(由於某些語言不分i與j)，因此沒有任何軌域會以「j軌域」來命名。

### h軌域

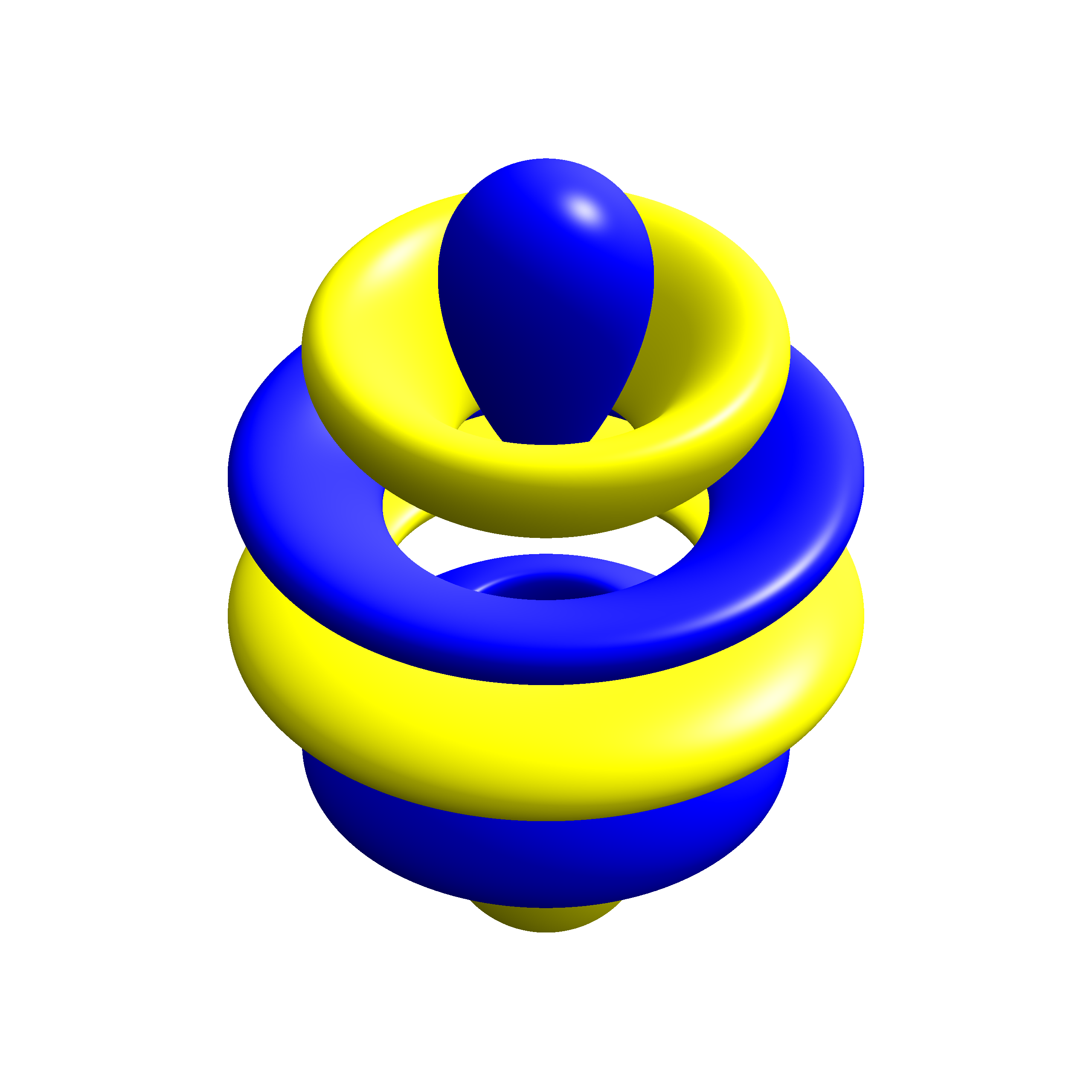
hz^{5}軌域模型，比gz^{4}多了一個環。

目前還沒有發現h軌域 ，但根據現有理論，h軌域（英語：h orbital）是一種原子軌域，其角量子數為5，其磁量子數可以為0、±1、±2、±3、±4、±5，且每個殼層裡中有11個h軌域，其形狀可由薛丁格方程式來預測。
具有最高能量的電子是填在h軌域上的元素稱為h區元素，位於第九周期之後，許多目前的物理模型都崩潰了或不適用，因此可能無法存在。

### i軌域
目前還沒有發現i軌域 ，但根據現有理論，i軌域（英語：i orbital）是一種原子軌域，其角量子數為6，其磁量子數可以為0、±1、±2、±3、±4、±5、±6，且每個殼層裡中有13個i軌域，其形狀可由薛丁格方程式來預測。
i軌域從主量子數n=7時開始出現，由於主量子數不能小於7，因此最小的f軌域是7i軌域，但由於能階交錯，會從第9週期或第10週期後才開始填入，根據Pyykkö模型，其原子序將超過173，當前考慮到核電荷分佈之有限延伸的計算，結果約等於173（unseptrium），非離子原子所屬的元素可能僅限於等於或低於這個結果
玻爾模型在原子序達到137之後會有問題，因爲在1s原子軌域中的電子的速度v計算如下：
{\displaystyle v=Z\alpha c\approx {\frac {Zc}{137.036}}}
當中Z是原子序，α是描述電磁力強度的精細結構常數。如此一來，任何原子序高於137的元素的1s軌域電子將會以高於光速c運行，物理上不可能。因此任何不建基於相對論的理論（如波爾模型）不足以處理這種計算。
半相對論的狄拉克方程式在原子序大於Uts時也會發生問題，因爲基態能階為：
{\displaystyle E=m_{0}c^{2}{\sqrt {1-Z^{2}\alpha ^{2}}}}
當中m0是電子的靜質量。而當原子序大於137，狄拉克基態的波函數是震蕩的，並且正能譜與負能譜之間沒有間隙，正如克萊因悖論所言。理查德·費曼（Richard Feynman）指出了這效應。
然而，現實的計算已考慮到了核電荷分佈的有限延伸。約等於173（Unseptrium）的臨界的Z使得非離子原子所屬的元素可能僅限於等於或低於這個結果，因此，電子可能無法填至i軌域，因此i軌域有可能根本不存在。

### k軌域
k軌域是根據軌域命名規則照字母順序跳過「j」所得到的軌域名稱，因此當角量子數為7時，不會是j軌域，而是k軌域，由於i軌域可能不存在，因此，k軌域僅是原子軌域模型的理論值。